# Pirámide elongada
En geometría, las pirámides elongadas son un conjunto infinito de poliedros, construidos al unir una pirámide n-gonal a un prisma n-gonal. Junto con el conjunto de pirámides, estas figuras son topológicamente autoduales.
Hay tres pirámides elongadas que son sólidos de Johnson:
- La pirámide triangular elongada (J7),
- La pirámide cuadrada elongada (J8), y
- La pirámide pentagonal elongada (J9).

También se pueden construir formas superiores empleando pirámides formadas por triángulos isósceles sobre prismas formados por polígonos regulares de más caras.

## Ejemplos
|  | Nombre                            | Caras                                  |
|  | --------------------------------- | -------------------------------------- |
|  | Pirámide triangular elongada (J7) | 3+1 triángulos, 3 cuadrados            |
|  | Pirámide cuadrada elongada (J8)   | 4 triángulos, 4+1 cuadrados            |
|  | Pirámide pentagonal elongada (J9) | 5 triángulos, 5 cuadrados, 1 pentágono |